# 牛窓神社
牛窓神社（うしまどじんじゃ）は、岡山県瀬戸内市牛窓町にある神社。牛窓八幡宮とも称される。旧社格は県社。

## 祭神
- 応神天皇、神功皇后、比売神、武内宿禰

## 由緒・起源
平安時代の長和年間（1012年〜1016年）創建とされるが、牛窓町内には大型の前方後円墳が5ケ所、円墳、貝塚にいたっては無数に点在しており、神社の初源はさらに遡ると考えられ、土地の神霊を祀って「牛窓明神」と呼ばれていたところへ、三韓征伐伝説に基づき後世、神功皇后をはじめ八幡大神が勧請されたものである。
- 延喜式には記載がないが、備前国内神明帳には、「従三位 牛窓明神」と記載されている。

## 文化財
- 本殿（市重文）
- 絵馬・おかげ参りの図（県重文）
- 壇渓渡水図絵馬（市重文）
- 神仙図絵馬（市重文）

## 所在地
- 岡山県瀬戸内市牛窓町牛窓2147